# Arena Žalgiris
Arena Žalgiris je večnamenska notranja arena v novem mestu Kaunas v Litvi. Arena stoji na otoku reke Nemen. Je največja dvorana v Baltskih državah. Največja možna sedežna kapaciteta za košarkarske tekme je 15.450 in 20.000 gledalcev za koncerte (ko je oder na sredini in 17.000, ko je oder ob strani arene). Arena Žalgiris je nadomestila športno dvorano Kaunas kot glavno prizorišče v mestu.
Arena Žalgiris se uporablja za prirejanje košarkarskih tekem in koncertov. Imenski košarkarski klub KK Žalgiris, ki trenutno tekmuje v domači LKL in Evroligi, uporablja objekt za vse svoje evropske in LKL domače tekme. KK Žalgiris in Žalgiris Arena imata najvišjo povprečno udeležbo v Evroligi v letih 2011-12, 2012-13, 2017-18 in 2018-19.

## Zgodovina
Gradnja arene se je začela septembra 2008; glavni izvajalec arene je litovsko gradbeno podjetje Vėtrūna, glavni arhitekt - Eugenijus Miliūnas. Skupni stroški arene naj bi znašali 168,8 milijona litov (50 milijonov evrov). Arena je bila odprta 18. avgusta 2011 s košarkarsko tekmo med Litvo in Španijo.
Arena Žalgiris je izvedla končnico in finale 37. evropskega košarkarskega prvenstva (EuroBasket 2011), ki je bilo septembra 2011.
Litovska skupina SEL je 5. decembra 2015 postavila nov rekord obiska arene - 20.517 gledalcev s 360 odrskim koncertom.
6. januarja 2016 so generalni direktorji klubov Evrolige Žalgiris Areno izbrali za najboljšo areno turnirja.

## Podatki
Arena Žalgiris je največja v baltskih državah in obsega 39.684 m2. Za koncerte sprejme 20.000 gledalcev. Stoji na vzhodnem delu rečnega otoka reke Nemen in ima obliko devet vogalov. Fasada arene je izdelana iz vrhunskega in zelo prozornega stekla. Del fasade ima edinstveno kovinsko steno, ki je že naravno obdana z rjo.
Opremljena je z nekaterimi edinstvenimi tehničnimi rešitvami, kot so električni pomik stekel in sodobna instalacija za izdelavo ledu. V Areni Žalgiris je nameščena napredna avdio oprema (ojačevalniki, digitalni mešalni stroji in scenske omarice) Yamahe. V areni je 48 VIP apartmajev, 21 apartmajev za košarkarski klub in medije Žalgiris, 9 apartmajev za enkratno najem, razstavna dvorana in fitnes. V Areni je 8 dvoran, kjer letno poteka več kot 150 različnih prireditev.

## Glavni dogodki
Od odprtja leta 2011 je Arena Žalgiris gostila številne koncerte. Glavne zvezde, ki so imeli koncerte v Kaunasu, so bili: Red Hot Chili Peppers , Lenny Kravitz , Sting , Eric Clapton , Elton John , Rammstein , Slash , Marilyn Manson , Katie Melua , The Prodigy , James Blunt , Hurts , Jean Michel Jarre , Zucchero , Sarah Brightman , Kylie Minogue , Robbie Williams , Iron Maiden , Mariah Carey , Muse. 5. maja 2017 je kanadska pop zvezda Nelly Furtado ponovno napovedala, da bo 24. oktobra 2017 nastopila na prizorišču, namesto da bi nastopila 13. oktobra 2017, 18. aprila 2017 so Queen igrali na prizorišču  v okviru turneje Queen + Adam Lambert 17. novembra 2017. 11. marca 2018 je gostil finale Litvanske Eurovizije 2018.
Tudi dogodek svetovnega prvenstva v motokrosu Night of the Jumps je potekal marca 2013 v Areni Žalgiris. Ta dogodek je bil del svetovne turneje Night of the Jumps.